# Tatsunoko Pro
K.K. Tatsunoko Pro (jap. 株式会社タツノコプロ, Kabushiki-gaisha Tatsunoko Puro, engl. Tatsunoko Production Co., Ltd.) ist ein japanisches Animationsstudio.

## Geschichte
Tatsunoko Productions wurde am 19. Oktober 1962 als K.K. Tatsunoko Production (株式会社竜の子プロダクション, Kabushiki-gaisha Tatsunoko Purodakushon) vom Manga-Zeichner Tatsuo Yoshida zusammen mit seinen Brüdern Kenji Yoshida und Toyoharu Yoshida gegründet. Sie wollten in der expandierenden Anime-Branche Fuß fassen und die Werke Yoshidas selbst verfilmen. Eine zunächst angestrebte Kooperation mit Tōei Animation schlug fehl, sodass das Studio Yoshidas Manga-Serie Space Ace 1965 schließlich selbst verfilmte. Mit vielen Mitarbeitern aus der Manga-Branche brachten sie entsprechende Erfahrungen in die Anime-Produktion ein, hatten zu Beginn aber noch Probleme mit dem eigentlichen Animationsprozess. Dies führte zu vergleichsweise großer Experimentierfreude des Studios und zu großer Anpassungsfähigkeit im Stil.
So kam es 1971 auch zur Produktion der „Animentary“ Ketsudan – einer animierten Dokumentation – über den Pazifikkrieg, die sich auf eine realistische Darstellung der Technik konzentrierte und politische Aspekte soweit möglich ausblendete. Die Produktion fand vor allem viel älteres Publikum und debütierte das Tätigkeitsfeld des Mechanical Design, das später immer wieder eine wichtige Rolle in Animes spielen sollte. In den 1970er Jahren entstanden im Studio mehrere erfolgreiche Science-Fiction-Serien, darunter Kagaku Ninjatai Gatchaman, deren Darstellungen von Action, Transformationen und Monstern von der Experimentierfreude von Tatsunoko profitierten. Ende des Jahrzehnts entstand das Studio Pierrot als Gründung mehrerer Mitarbeiter, die Tatsunoko Pro verlassen hatten.
Am 4. März 2013 verlegte das Unternehmen seinen Sitz von Kokubunji in das nahegelegene Musashino und benannte sich in K.K. Tatsunoko Pro um.

## Produktionen

### Fernsehserien
- 1967: Oraa Guzura Dado
- 1967: Speed Racer
- 1969: Bob, der Flaschengeist
- 1969: Kurenai Sanshiro
- 1972: Kagaku Ninjatai Gatchaman
- 1972: Pinocchio
- 1973: Abenteuer am Regenbogenteich
- 1973: Bōken Korobokkuru
- 1973: Shinzō Ningen Casshern
- 1974: Die Dschungel-Patrouille
- 1978: Kagaku Ninjatai Gatchaman II
- 1979: Coral no Tanken
- 1979: Kagaku Ninjatai Gatchaman Fighter
- 1980: Die kleinen Zwurze
- 1981: Superbuch
- 1983: Personal Computer Travel Detective Dan
- 1983: Rock’n Cop
- 1984: Chōjikū Kidan Southern Cross
- 1986: Die kleinen Superstars
- 1987: Akai Kodan Zillion
- 1987: Ollies total verrückte Farm
- 1990: Robin Hood
- 1993: The Irresponsible Captain Tylor
- 1994: Schneewittchen
- 1996: Cinderella Monogatari
- 1997: Speed Racer X
- 1998: Generator Gawl
- 2001: SoulTaker
- 2009: Beyblade: Metal Fusion
- 2011: [C]
- 2011: Pretty Rhythm: Aurora Dream
- 2011: Sket Dance
- 2012: Beyblade: Shogun Steel
- 2012: Pretty Rhythm: Dear My Future
- 2013: Gatchaman Crowds
- 2013: Namiuchigiwa no Muromi-san
- 2013: Pretty Rhythm: Rainbow Live
- 2014: Ping Pong: The Animation
- 2014: Pretty Rhythm: All Star Selection
- 2014: Pripara
- 2014: Psycho-Pass 2
- 2014: Wake Up, Girls!
- 2015: Gatchaman Crowds Insight
- 2015: Peeping Life TV
- 2015: Pripara
- 2015: Yoru no Yatterman
- 2016: Nurse Witch Komugi-chan R
- 2016: Pripara

### Weitere Anime-Produktionen
- 1979: Ashinaga Ojisan (Special)
- 1984: Chikyū Monogatari Telepath 2500 (Film)
- 1984: Macross – The Movie (Film)
- 1987: Chōjikū Yōsai Macross – Flash Back 2012 (OVA)
- 1988: Akai Kodan Zillion Utahime Yakyoku (OVA)
- 1993: Casshern (OVA)
- 2002: Nurse Witch Komugi-chan Majikarute (OVA)
- 2003: Nurse Witch Komugi-chan Majikarute (Special)
- 2005: Karas (OVA)
- 2010: Kaibutsu Ōjo (OVA)
- 2015: Gekijōban Psycho-Pass (Film)